# Monumento a Von Lettow-Vorbeck
El Monumento a Von Lettow-Vorbeck (en inglés: Von Lettow-Vorbeck Memorial) es un monumento conmemorativo en la provincia del Norte del país africano de Zambia recuerda el cese definitivo de las hostilidades de la Primera Guerra Mundial, tres días después del Armisticio en Europa.
El monumento se inauguró el 14 de noviembre de 1953 como Monumento Nacional de Rhodesia del Norte (como se llamaba entonces) y consiste en una plataforma de piedra grande con las placas incrustadas en un pilar de piedra, al lado de un cañón de la época (pero no utilizado por los alemanes).